# 天神山温泉
天神山温泉（てんじんやまおんせん）は、富山県魚津市（旧国越中国）にあった温泉。または、温泉旅館の名。

## 概要
1980年に魚津市当局の依頼で洗足学園魚津短期大学の女子学生の下宿先として建設したグリーンハイツ（4棟80室）付近にて、1983年に金沢大学、新潟大学の地質学教室に温泉の調査を依頼し、同年9月に温泉審議会の許可を受け、1984年6月に掘削開始、同年8月20日に47℃の温泉が自噴した（エアーリフトをかけると60℃に達した）。1987年4月に本館が竣工、同年7月13日に開業。さらに1988年10月には、一軒宿の『宝泉閣』が着工し、1989年5月2日にオープンした。これにより天神山の麓に観光温泉施設が整うことになった。
しかし付近には同様の観光温泉施設である金太郎温泉もすでにあり、バブル後利用客が減少していった。2009年に親会社が倒産し、旅館「宝泉閣」や本館も閉鎖となった。

## 泉質
- 含硫黄・ナトリウム・カルシウム塩化物泉（塩分は海水の1/2の量）[3]、加水加温をしている[4]。
  - 湯量は毎分70リットル[3]
  - 源泉温度47℃[1]
  - 神経痛、慢性消化器病、[1]皮膚病（アトピー性皮膚炎に効能）、筋肉痛、関節痛[4]などに効果があった（※いずれも効能はその効果を万人に保証するものではない）。

## 温泉街
鉄筋2階建ての本館（1987年7月13日開業）と、一軒宿の「天神山温泉　宝泉閣」（1989年5月2日開業）、前身の下宿施設のグリーンハイツ（1980年に建設）が存在していた。本館は鉄筋2階建てで、1階に日帰り客用の男女別の大浴場（常願寺川流域の山石を使用、宝泉閣の2階から接続）、2階に三十畳の大広間2室と多目的ホールえお備えていた。宝泉閣は城を思わせる外観で地上7階（一部8階建て）建てで、コーヒーラウンジ漁火や、7階には宿泊客用の展望風呂があった。
この他、宿脇の山を開いて、ゲートボール場やテニスコートも造成していた。
駐車場は100台分。北陸本線（現・あいの風とやま鉄道線）魚津駅からタクシー利用10分、E8北陸自動車道魚津インターチェンジから10分でアクセス可能であった。

## その他
廃業直前の2008年時点では、入浴料は大人400円、小学生250円、幼児150円、宿泊料金は1泊2食付13,800円、日帰り1,000円。利用時間は入浴が8時 - 22時（無休）
、日帰りの部屋利用が9時から16時までであった。

## 周辺の施設など
- 新川学びの森天神山交流館
- 天神山城
- 魚津国際カントリークラブ
- 魚津歴史民俗博物館